# 제물량로
제물량로(Jemullyang-ro)는 인천광역시 미추홀구 숭의동 능안삼거리와 동구 화수동 화수부두를 잇는 인천광역시의 도로이다. '제물량로'라는 이름은 옛 제물포진이 있던 지역을 통과하는 도로로 원래 제물포의 위치를 전하기 위하여 제명한 것이다.

## 연혁
- 2009년 7월 13일 : 2개 이상 군·구에 걸쳐 있는 도로로 제물량로를 고시[1]

## 주요 경유지
인천광역시
- 미추홀구 숭의동 - 중구 (신흥동3가 · 신흥동2가 · 신흥동1가 · 답동 · 신포동 · 신생동 · 사동 · 항동6가 · 해안동4가 · 항동5가 · 해안동3가 · 항동4가 · 해안동2가 · 항동3가 · 해안동1가 · 항동2가 · 항동1가 · 선린동 · 북성동2가 · 북성동1가 · 송월동2가) - 동구 (만석동 · 화수동)

## 노선
| 이름                  | 접속 노선                                                                                                 | 소재지     | 소재지   | 비고                                                           |
| --------------------- | --- | ---------- | -------- | -------------------------------------------------------------- |
| 능안삼거리            | 인주대로 서해대로410번길                                                                                  | 인천광역시 | 미추홀구 | 국도 제77호선 구간 국가지원지방도 제84, 98호선 구간            |
| 신광사거리            | 국도 제42호선 국도 제46호선 국도 제77호선 국가지원지방도 제84호선 국가지원지방도 제98호선 (인중로) 도원로 | 인천광역시 | 중구     | 국도 제77호선 구간 국가지원지방도 제84, 98호선 구간            |
| 신흥사거리            | 서해대로                                                                                                  | 인천광역시 | 중구     |                                                                |
| 답동사거리            | 우현로 | 인천광역시 | 중구     |                                                                |
| 신포사거리            | 국도 제42호선 국도 제46호선 국도 제77호선 국가지원지방도 제84호선 국가지원지방도 제98호선 (신포로)        | 인천광역시 | 중구     | 국도 제42, 46, 77호선 구간 국가지원지방도 제84, 98호선 구간    |
| 인천역 (인천역사거리) | 월미로 차이나타운로51번길                                                                                 | 인천광역시 | 중구     |                                                                |
| 인천역 (인천역사거리) | 월미로 차이나타운로51번길                                                                                 | 인천광역시 | 중구     | 국도 제6, 42, 46, 77호선 구간 국가지원지방도 제84, 98호선 구간 |
| 송월시장              | 참외전로                                                                                                  | 인천광역시 | 중구     | 국도 제6, 77호선 구간 국가지원지방도 제84, 98호선 구간         |
| 만석고가교            | | 인천광역시 | 중구     | 국도 제6, 77호선 구간 국가지원지방도 제84, 98호선 구간         |
| 동구                  | | 인천광역시 |          | 국도 제6, 77호선 구간 국가지원지방도 제84, 98호선 구간         |
| 만석동주민센터        | 석수로 | 인천광역시 |          | 국도 제6, 77호선 구간 국가지원지방도 제84, 98호선 구간         |
| 만석사거리            | 화도진로                                                                                                  | 인천광역시 |          | 국도 제6, 77호선 구간 국가지원지방도 제84, 98호선 구간         |
| 화수사거리            | 국도 제6호선 국도 제77호선 국가지원지방도 제84호선 국가지원지방도 제98호선 (인중로) 화수로                | 인천광역시 |          | 국도 제6, 77호선 구간 국가지원지방도 제84, 98호선 구간         |
| 화수부두              | 화수부두로                                                                                                | 인천광역시 |          |                                                                |

## 주요 건물 및 시설
- 태화상운 (인천광역시 중구 제물량로 26)
- 한국국토정보공사 인천중부지사 (인천광역시 중구 제물량로 98)
- 신협 답동본점 (인천광역시 중구 제물량로 122)
- 송도중학교 (인천광역시 중구 제물량로 123)
- 인천신흥초등학교 (인천광역시 중구 제물량로 134)
- 신포동주민센터 (인천광역시 중구 제물량로 168)
- KT항동빌딩, 인천중동우체국 (인천광역시 중구 제물량로 183)
- 하버파크호텔 (인천광역시 중구 제물량로 217)
- 대한통운 인천지사 (인천광역시 중구 제물량로 227)
- 화교역사관 (인천광역시 중구 제물량로 236)
- 인천중부경찰서 (인천광역시 중구 제물량로 237)
- 한중문화관 (인천광역시 중구 제물량로 238)
- 제물진두순교성지 (인천광역시 중구 제물량로 240)
- 올림포스호텔 (인천광역시 중구 제물량로 257)
- 세계미니어처 소방차박물관 (인천광역시 중구 제물량로 257-1)
- 하인천지구대 (인천광역시 중구 제물량로 266)
- 인천역 (인천광역시 중구 제물량로 269)
- 한국철도공사 서부본사인천시설사업소 (인천광역시 중구 제물량로 299)
- 인천만석동우체국 (인천광역시 동구 제물량로 341)
- 동일방직 인천공장 (인천광역시 동구 제물량로 357)
- 사조동아원 인천공장 (인천광역시 동구 제물량로 386)
- 만석119안전센터 (인천광역시 동구 제물량로 396)
- 인천만석초등학교 (인천광역시 동구 제물량로 412)